# Jan Vošahlík
Jan Vošahlík (* 8. března 1989, Příbram) je český fotbalový záložník či útočník, od února 2017 hráč klubu FK Teplice.
Mimo ČR působil na klubové úrovni v Kazachstánu a Maďarsku.

## Klubová kariéra
Svoji fotbalovou kariéru začal v Příbrami, odkud ve 13 letech odešel do Slavie Praha, aby se krátce na to znovu vrátil a prošel zde celou mládežnickou kariérou.

### 1. FK Příbram
V létě roku 2005 byl ve věku 16 let zařazen na soupisku A-týmu mateřského klubu 1. FK Příbram. Na hrací plochu se poprvé dostal 20. listopadu 2005 v rámci 13. kola, kdy jako střídající hráč přihlížel porážce 0:1 od FK Baník Most. V sezoně 2006/2007 již nastupoval celkem pravidelně, čemuž pomohla i jeho premiérová ligová branka hned v 1. kole soutěže. V 89. minutě vyrovnal na konečných 1:1 v domácím zápase proti Viktorii Plzeň. V základní sestavě se však objevil jen třikrát.

### FK Baumit Jablonec

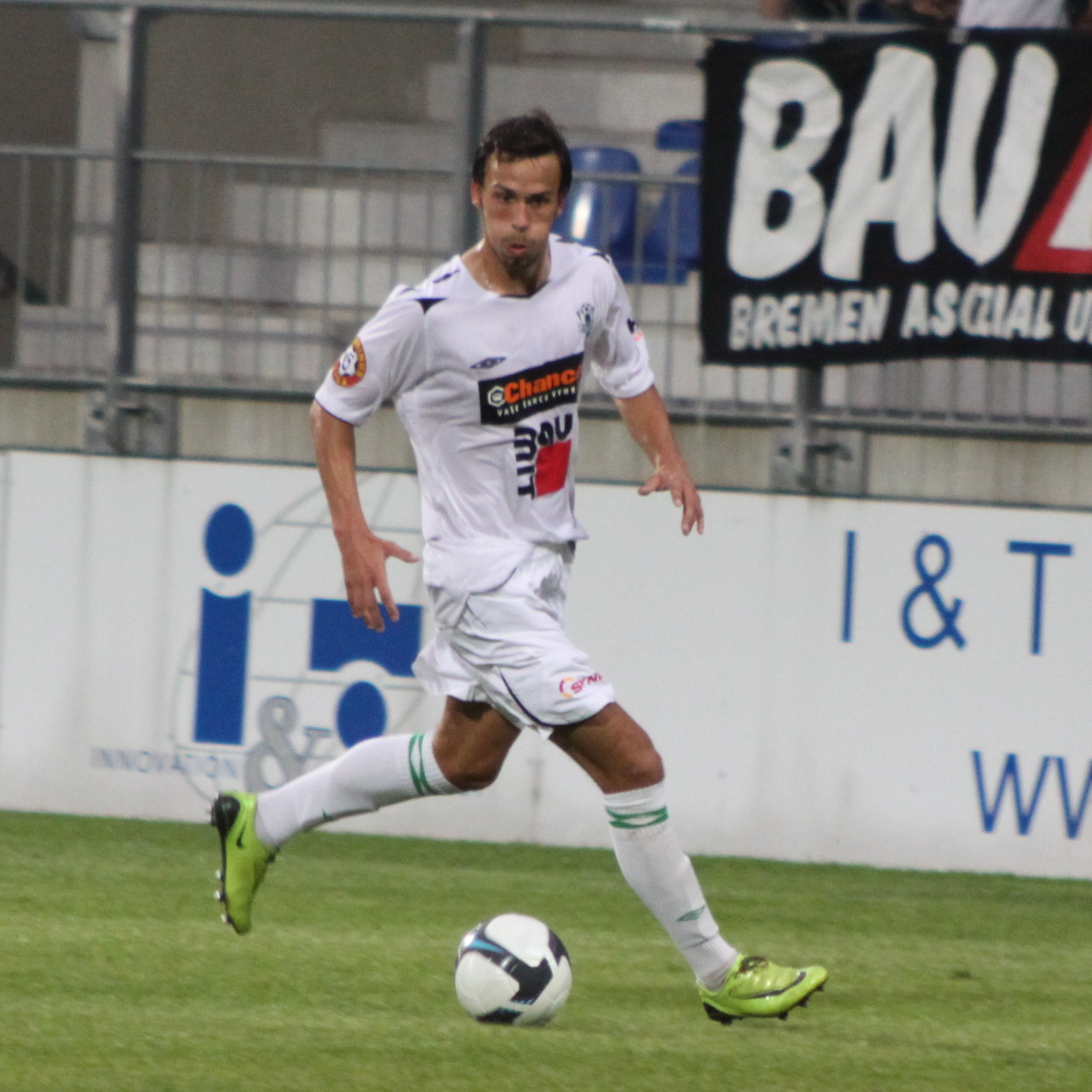
Jan Vošahlík v dresu Jablonce.

V zimě přestoupil do Baumitu Jablonec. V jarní části v novém působišti odehrál jen 5 utkání. Následně hostoval v Čáslavi a FK Bohemians Praha. V ročníku 2009/10 už byl jedním ze základních kamenů sestavy trenéra Františka Komňackého. Odehrál 22 zápasů a vstřelil 3 branky, čímž pomohl svému týmu ke druhému místu v Gambrinus lize. I v následujících dvou sezonách byl členem základní nebo širší sestavy klubu a i jeho zásluhou se Jablonec držel ve špičce nejvyšší české soutěže. V prvním utkání třetího předkola Evropské ligy 2013/14 1. srpna 2013 jednou skóroval po centru Jana Kopice proti hostujícímu norskému týmu Strømsgodset IF, Jablonec vyhrál 2:1.

### FK Čáslav (hostování)
V únoru 2007 odešel na půl roční hostování do Čáslavi. Během celého svého působení odehrál za mužstvo dohromady 13 střetnutí, ve kterých vstřelil 2 branky.

### FK Bohemians Praha (hostování)
Před ročníkem 2008/09 zamířil na roční hostování do Bohemians Praha. Za mužstvo vsítil celkem dvě branky ve 24 zápasech.

### SK Slavia Praha
V červenci 2012 ho získala SK Slavia Praha v čele s novým trenérem Petrem Radou na roční hostování. Ihned po svém příchodu zazářil v přípravě, ale v základní sestavě pro 1. kolo Gambrinus ligy (30. července 2012) se neobjevil. Slavia v poločase prohrávala 0:3 s Jihlavou a Vošahlík šel na hřiště v 53. minutě. Dvěma góly pomohl ke konečné remíze 3:3. Třetí gól dal 31. března 2013 v zápase s domácími Teplicemi, Slavia ale vedení neudržela a v závěru inkasovala vyrovnávající gól na konečných 1:1. 13. dubna 2013 vstřelil jednu branku v derby proti Spartě, avšak pouze korigoval stav utkání, Slavia podlehla rivalovi 1:3. Po skončení sezóny se vrátil do Jablonce.
Po podzimní části sezony 2013/14, kterou strávil v Jablonci přestoupil spolu s Karlem Pitákem zpátky do Slavie. V mužstvu podepsal smlouvu na dva a půl roku s následnou roční opcí.

### SK Dynamo České Budějovice (hostování)
V létě 2014 odešel na půlroční hostování do SK Dynamo České Budějovice.

### Šachter Karagandy FK (hostování)
V lednu 2015 odešel hostovat do kazašského klubu Šachter Karagandy hrajícího Premjer Ligasy. Po konci hostování se v prosinci 2015 vrátil do Slavie, kde s týmem začal zimní přípravu.

### 1. FK Příbram (hostování)
V únoru 2016 odešel na půlroční hostování do 1. FK Příbram.

## Reprezentační kariéra
Jan Vošahlík pravidelně nastupoval za mládežnické výběry České republiky od 16 let. S výběrem U17 je vicemistrem Evropy z roku 2006, kde čeští mladíci podlehli ve finále Rusku až v penaltovém rozstřelu.
Hrál mj. na Mistrovství světa hráčů do 20 let 2009 v Egyptě, kde ČR vypadla v osmifinále s Maďarskem na penalty 3:4 (po prodloužení byl stav 2:2).

### Reprezentační góly a zápasy
Zápasy Jana Vošahlíka v české reprezentaci do 21 let 
| Rok    | Zápasy | Góly |
| ------ | ------ | ---- |
| 2009   | 7      | 1    |
| 2010   | 5      | 2    |
| 2011   | 2      | 0    |
| Celkem | 14     | 3    |

Góly Jana Vošahlíka v české reprezentaci do 21 let 
| Gól | Datum        | Stadion                                 | Soupeř      | Skóre (min.) | Výsledek | Soutěž                | Gól         |
| --- | ------------ | --------------------------------------- | ----------- | ------------ | -------- | --------------------- | ----------- |
| 010 | 029. 3. 2009 | Alexandrie, Egypt                       | Jižní Korea | 0?:20 (84.)  | 2:2      | přípravné utkání      | padl ze hry |
| 02  | 08. 10. 2010 | Chance Arena, Jablonec nad Nisou        | Řecko       | 01:00 (2.)   | 3:0      | baráž na ME "21" 2011 | padl ze hry |
| 03  | 17. 11. 2010 | Stadion Miroslava Valenty, Uh. Hradiště | Ukrajina    | 01:00 (8.)   | 2:1      | přátelské utkání      | padl ze hry |